# Luftkammer

Schematischer Längsschnitt eines Vogeleis:
1 Kalkschale
2 Schalenhaut
3 Schalenhaut
4 Chalaza (Hagelschnur)
5 äußeres Eiklar (dünnflüssig)
6 mittleres Eiklar (dickflüssig)
7 Dotterhaut
8 Bildungsdotter
9 Keimfleck ("Hahnentritt")
10 Gelber Dotter
11 Weißer Dotter
12 inneres Eiklar (dünnflüssig)
13 Chalaza (Hagelschnur)
14 Luftkammer
15 Kutikula

Die Luftkammer eines Vogeleis liegt zwischen Eihaut (Schalenhaut) und Kalkschale, und zwar immer am stumpfen Ende des Eis. Sie wird in dem Maße größer, wie der Inhalt der Eihaut schrumpft. Aus dem Eiklar verdunstet Wasser durch die Eihaut und die Kalkschale nach außen. Der gelbe Dotter nährt das Küken, das die Stoffe zum Teil assimiliert (davon wächst), zum Teil verstoffwechselt. Für diese Zellatmung wird über die gut durchblutete Eihaut Sauerstoff aufgenommen und Wasser und Kohlenstoffdioxid abgegeben.
Kurz vor dem Schlüpfen nimmt die Durchblutung der Eihaut ab, das Küken beginnt mit der Atmung. Auch wenn die Eihaut zur Kammer hin aufreißt, ist die Luft darin schnell verbraucht. Der steigende Kohlenstoffdioxidgehalt löst beim Küken Kontraktionen der Nackenmuskulatur aus, wodurch sich der Kopf hebt und der Eizahn die Schale durchbricht.
Im Haushalt erlaubt das Wachstum der Luftkammer eine grobe Altersbestimmung: Im Wasser sinkt ein frisches Ei zu Boden, ein älteres steigt auf.